# 岡田実音
岡田 実音（おかだ みお、1965年4月21日 - ）は、日本の作詞家、作曲家、編曲家、ボイストレーナー。
千葉県出身。フレイヴ エンターテインメント所属。血液型はO型。

## 担当アーティスト一覧
- 嵐
- AKB48
- ノースリーブス
- 渡り廊下走り隊
- ももいろクローバーZ
- 鈴木あみ
- 華原朋美
- 小泉今日子
- 西田ひかる

- 小室ファミリー
- ゆず
- 丹下桜
- 堀江由衣
- 風味堂
- サエコ
- フジテレビアナウンス部

## 楽曲提供
- AKB48
  - Dear my teacher(作曲)
  - スカート、ひらり(作曲)
  - 涙の湘南(作曲)
  - 誕生日の夜(作曲)
  - 投げキッスで撃ち落せ!(作曲)
  - 小池(作曲)
  - 炎上路線(作曲)
  - 愛の色(作曲)
  - 初日(作曲)
  - パジャマドライブ(作曲)
  - 片思いの対角線(作曲)
  - サヨナラのカナシバリ(作曲)
  - 未来の果実(作曲)
  - 夕陽を見ているか?(作曲)
  - ハートが風邪をひいた夜(作曲)
  - なんか、ちょっと、急に…(作曲)
- SKE48
  - ロマンスロケット(作曲)
  - 今夜はShake it !(ラブ・クレッシェンド)(作曲)
- 嵐
  - Happiness(作曲)
- ももいろクローバーZ
  - フルーツ5姉妹(作詞、作曲)
  - 誓い未来(ゆず・北川悠仁と共作曲)
- 百田夏菜子（ももいろクローバーZ）
  - それぞれのミライ(作曲)
  - ひかり(作曲)
  - クリスマスしよ♡(作曲)
  - 赤い風船(作詞、作曲)
- 未来玲可
  - ONE MORE CHANCE(作曲)
  - all my love(作曲)
- 西田ひかる
  - AS PURE AS...(作曲、編曲)
- 丹下桜
  - Bright shine on time(作詞、作曲、編曲)
  - TO LOVE(作詞、作曲、編曲)
  - Neo-Generation(プロデュース)
- 堀江由衣
  - Insistence(作詞、作曲、編曲)
  - Sweet Baby Love(作詞、作曲、編曲)
  - IN YOU(作曲)
  - タイムカプセル(作詞、作曲)
- 島谷ひとみ
  - kiss&hug(作曲)
- 森下千里
  - emotion(作詞、作曲、編曲)
- 中村あゆみ
  - Where is my HERO...(作詞、作曲)
  - GLORY WAY(作曲)
- IKKO
  - どんだけ〜の法則(サウンドプロデュース)
- リュ・シウォン
  - 飛魚の未来〜someday〜(作曲)
- ふわふわ
  - シャンシャンシャボン玉(作詞、作曲)
- BANZAI JAPAN
  - 春夏秋冬smile(作詞、作曲)
- 石野真子
  - 東京タワー ＜東京タワー開業50周年 公式応援ソング＞(作曲)[2]